# Ajuga chamaepitys
Il camepizio (nome scientifico Ajuga chamaepitys (L.) Screb., 1774) è una pianta appartenente alla famiglia delle Lamiaceae, nota anche come canapicchio o iva artritica.

## Etimologia
Il nome generico (ajuga) deriva dal latino. Si tratta di una parola composta da due termini: "a" che significa negazione, privazione e "jugum" che significa "giogo". Probabilmente il nome vuole indicare l'assenza del labbro superiore nella corolla (altrimenti presente in altri generi delle labiate). Altri autori comunque danno etimologie diverse (vedi la voce del genere). ll nome specifico (chamaepitys) deriva da due termini greci: "chamae" che significa "a terra, umile, strisciante" e "pitys" che significa "pino" e fa rieferimento all'habitus basso simile a un piccolo pino, soprattutto per la somiglianza delle foglie. Il nome "chamaepitys" è stato usato da Teofrasto per una pianta di pino nano.
Il nome scientifico della specie è stato definito per la prima volta da Carl von Linné (1707 – 1778) biologo e scrittore svedese, considerato il padre della moderna classificazione scientifica degli organismi viventi, perfezionato successivamente dal naturalista germanico Johann Christian Daniel von Schreber (1739 - 1810) nella pubblicazione "Plantarum Verticillatarum Unilabiatarum Genera et Species - 24 (p. "xxiiii")." del 1774.

## Descrizione

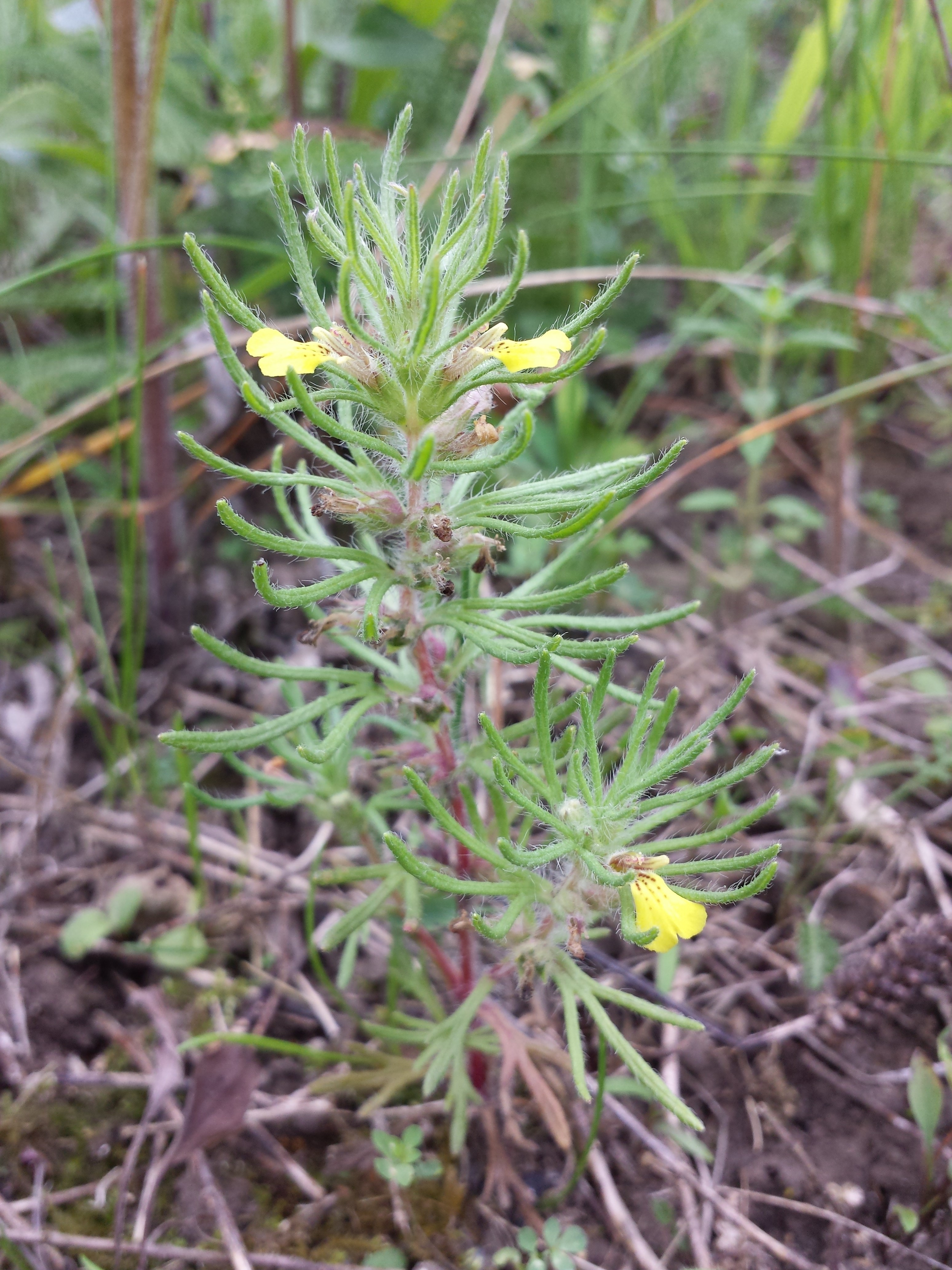
Il portamento

Queste piante sono alte da 5 a 20 cm. La forma biologica è terofita scaposa (T scap), ossia in generale sono piante erbacee che differiscono dalle altre forme biologiche poiché, essendo annuali, superano la stagione avversa sotto forma di seme e sono munite di asse fiorale eretto e spesso privo di foglie. Sono possibili anche altre forme biologiche come emicriptofita scaposa (H scap) oppure emicriptofita bienne (H bienn), ossia piante erbacee con gemme svernanti al livello del suolo e protette dalla lettiera o dalla neve e si distinguono dalle altre per il ciclo vitale biennale (H bienn) oppure perenne (H scap). Tutta la pianta è fortemente aromatica (sono presenti delle ghiandole contenenti oli eterici).

### Radici
Le radici sono del tipo fascicolato (fittonanti).

### Fusto
La parte aerea del fusto è ramosa a portamento prostrato e ascendente all'apice. La sezione è quadrangolare con i fasci collenchimatici posti agli angoli.

### Foglie

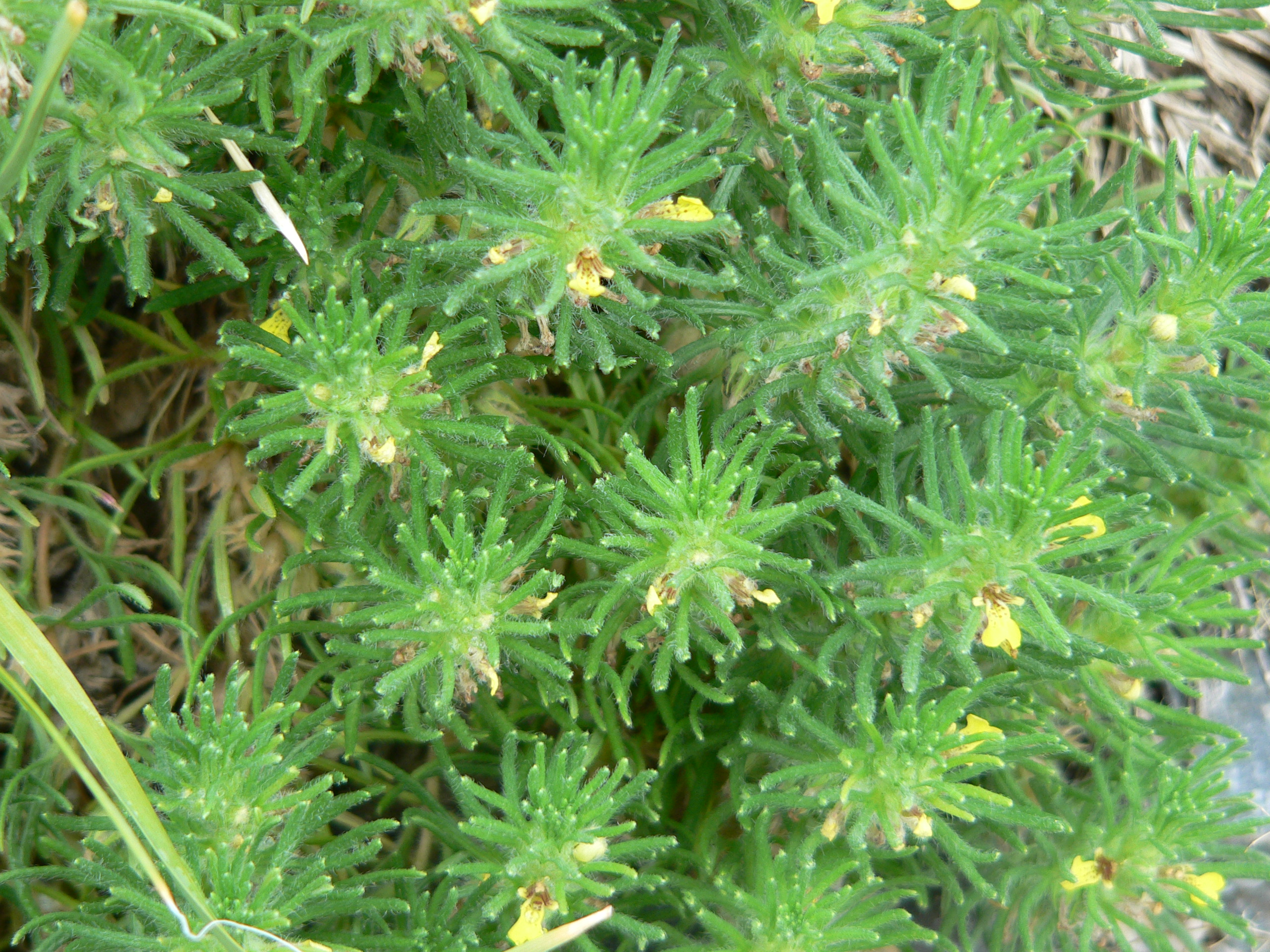
Le foglie

Le foglie lungo il caule sono disposte in modo opposto. Quelle basali sono picciolate, mentre quelle superiori sono sessili. La lamina è completamente divisa in tre lacinie lineari triforcate, ed è almeno 5-6 volte più lunga che larga. Non sono presenti stipole. Dimensione delle lacinie: larghezza 1 – 2 mm; lunghezza 15 – 20 mm.

### Infiorescenza
Le infiorescenze sono delle spighe a verticillo (fascetti sovrapposti di fiori) con fiori per lo più solitari. Ogni fascetto è provvisto di 2 brattee simili alle foglie.

### Fiore

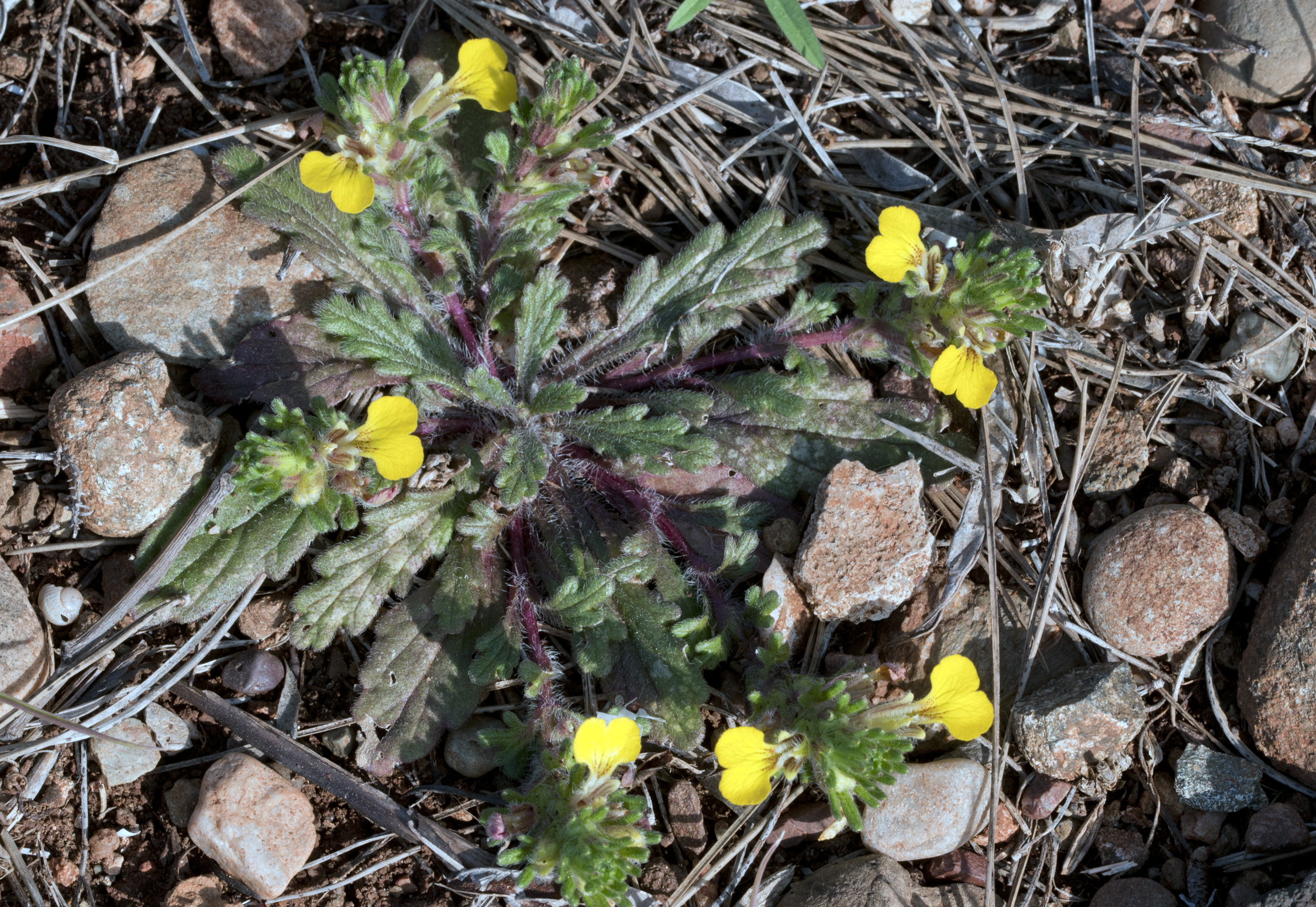
I fiori

I fiori sono ermafroditi, zigomorfi, tetrameri (4-ciclici), ossia con quattro verticilli (calice – corolla - androceo – gineceo) e pentameri (5-meri: la corolla e il calice sono a 5 parti). Lunghezza del fiore: 10 – 17 mm.
- Formula fiorale: per questa pianta viene indicata la seguente formula fiorale:

X, K (5), [C (2+3), A 2+2] G (2), (supero), drupa
- Calice:il calice è gamosepalo con cinque denti (la base del calice è un tubo gozzuto); il tipo di calice è più o meno attinomorfo. La superficie è pubescente e sparsamente ghiandolosa. Lunghezza del tubo gozzuto: 4 mm; lunghezza dei denti: 2 – 3 mm.
- Corolla: la corolla, con parte basale a forma più o meno cilindrica, è gamopetala con apici lobati. Il tipo di corolla è pseudobilabiata (zigomorfa) con labbro superiore atrofizzato o mancante e ridotto a due denti e quello inferiore a tre lobi. Il tubo corollino internamente è provvisto di un anello di peli. Il colore è giallo-pallido.
- Androceo: l'androceo possiede quattro stami didinami, due grandi e due piccoli e tutti fertili (un quinto stame posteriore è sempre abortito). I filamenti sono adnati alla corolla. Gli stami sono parzialmente sporgenti dal tubo corollino. Le teche sono del tipo da divergenti a divaricate (confluiscono nella zona della deiscenza). I granuli pollinici sono del tipo tricolpato o esacolpato.
- Gineceo: l'ovario è supero formato da due carpelli saldati (ovario bicarpellare) ed è 4-loculare per la presenza di falsi setti. La placentazione è assile. Gli ovuli sono 4 (uno per ogni presunto loculo), hanno un tegumento e sono tenuinucellati (con la nocella, stadio primordiale dell'ovulo, ridotta a poche cellule).[13] Lo stilo inserito alla base dell'ovario (stilo ginobasico) è del tipo filiforme bifido; gli stigmi (sono due) sono semplici. Il nettario è abbondante.
- Fioritura: da aprile a ottobre.

### Frutti
I frutti sono drupe, racchiuse dal calice persistente, composte da 4 nucule (tetrachenio). I semi sono minuti e provvisti di endosperma (o scarso).

## Riproduzione
- Impollinazione: l'impollinazione avviene tramite insetti (impollinazione entomogama) tipo ditteri, imenotteri e raramente lepidotteri.
- Riproduzione: la fecondazione avviene fondamentalmente tramite l'impollinazione dei fiori (vedi sopra).
- Dispersione: i semi cadendo a terra sono dispersi soprattutto da insetti tipo formiche (disseminazione mirmecoria).

## Distribuzione e habitat

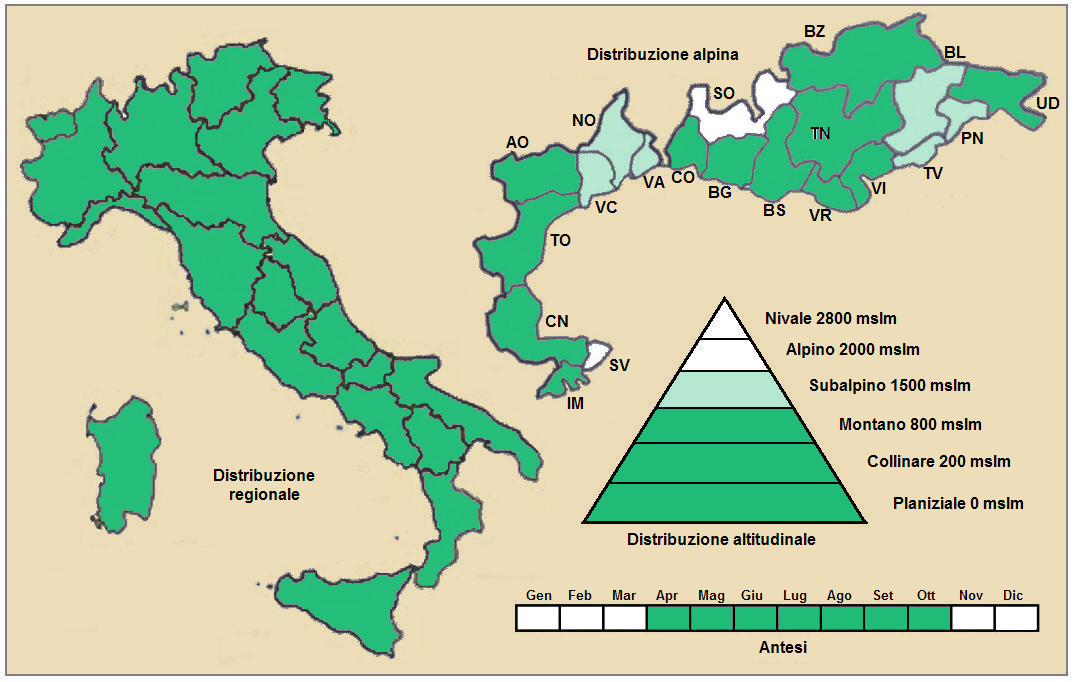
Distribuzione della pianta
(Distribuzione regionale – Distribuzione alpina)

- Geoelemento: il tipo corologico (area di origine) è Euri-Mediterraneo.
- Distribuzione: in Italia è una specie comune ed è presente ovunque. Fuori dall'Italia, nelle Alpi, questa specie si trova in Francia (tutti i dipartimenti alpini), in Svizzera (cantoni Vallese, Ticino e Grigioni), in Austria (Länder della Stiria e Austria Inferiore). Sugli altri rilievi europei collegati alle Alpi si trova nella Foresta Nera, Massiccio del Giura, Massiccio Centrale, Pirenei, Monti Balcani e Carpazi.[15]
- Habitat: l'habitat tipico per questa pianta sono i prati aridi, i pascoli e gl incolti; ma anche i campi e le colture. Il substrato preferito è calcareo ma anche calcareo/siliceo con pH basico/neutro, bassi valori nutrizionali del terreno che deve essere secco.[15]
- Distribuzione altitudinale: sui rilievi queste piante si possono trovare fino a 1500 m s.l.m.; frequentano quindi i seguenti piani vegetazionali: montano e collinare (oltre a quello planiziale – a livello del mare) e in parte quello subalpino.

### Fitosociologia
Dal punto di vista fitosociologico Ajuga chamaepitys appartiene alla seguente comunità vegetale:
Formazione : delle comunità terofiche pioniere nitrofile
Classe: Stellarietea mediae
Ordine: Papaveretalia rhoeadis
Alleanza: Caucalidion lappulae

## Tassonomia
La famiglia di appartenenza della specie (Lamiaceae), molto numerosa con circa 250 generi e quasi 7000 specie, ha il principale centro di differenziazione nel bacino del Mediterraneo e sono piante per lo più xerofile (in Brasile sono presenti anche specie arboree). Per la presenza di sostanze aromatiche, molte specie sono usate in cucina come condimento, in profumeria, liquoreria e farmacia. Nelle classificazioni meno recenti la famiglia è chiamata Labiatae. Il genere Ajuga si compone di circa 60 specie, mezza dozzina delle quali vivono in Italia.
La specie di questa voce in realtà ha un aspetto abbastanza diverso dal resto del genere; infatti nella sua prima classificazione (fatta da Linneo) era assegnata ad un altro genere: Teucrium; e si chiamava appunto Teucrium chamaepitys L.. Soltanto nel 1773 per opera del naturalista Johann Christian Daniel von Schreber si venne a conoscere la stretta affinità tassonomica con il genere Ajuga.
Il basionimo per questa specie è: Teucrium chamaepitys L., 1753
Il numero cromosomico di A. chamaepitys  è: 2n = 28.

### Variabilità
L'iva artritica è una specie variabile. I caratteri soggetti a variabilità sono i seguenti:
- ciclo biologico: normalmente questa pianta è annua, ma al Sud il fusto alla base può presentarsi lignificato e quindi superare il periodo invernale;
- pubescenza: la pelosità può essere più o meno densa, ma anche nulla;
- lunghezza della corolla: mediamente la lunghezza e 5 – 12 mm, ma in alcuni casi può arrivare fino a 15 mm (subsp. chia (Schreb.) Arcang.);
- colore della corolla: spesso è punteggiata di purpureo (a volte, ma raramente, può presentarsi completamente purpurea);

Per questa specie sono riconosciute le seguenti sottospecie:
- Ajuga chamaepitys (L.) Schreb. subsp. chamaepitys - Distribuzione: Italia, Europa centrale dal Portogallo all'Ucraina e Magreb.
- Ajuga chamaepitys subsp. chia  (Schreb.) Arcang., 1882 - Distribuzione: Italia, Europa (orientale-meridionale), Transcaucasia, Anatolia e Asia (mediterranea)
- Ajuga chamaepitys subsp. cuneatifolia  (Stapf) P. H. Davis, 1980 - Distribuzione: Anatolia
- Ajuga chamaepitys subsp. cypria  P. H. Davis, 1980 - Distribuzione: Cipro e Anatolia
- Ajuga chamaepitys subsp. euphratica  P. H. Davis, 1980 - Distribuzione: Anatolia
- Ajuga chamaepitys subsp. glareosa  P. H. Davis, 1980 - Distribuzione: Anatolia, Libano e Siria
- Ajuga chamaepitys subsp. laevigata  (Boiss.) P. H. Davis, 1980 - Distribuzione: Anatolia, Libano, Siria e Israele
- Ajuga chamaepitys subsp. libanotica  P. H. Davis, 1980 - Distribuzione: Libano e Siria
- Ajuga chamaepitys subsp. mardinensis  P. H. Davis, 1980 - Distribuzione: Anatolia
- Ajuga chamaepitys subsp. mesogitana  (Boiss.) Bornm., 1914 - Distribuzione: Anatolia, Libano e Siria
- Ajuga chamaepitys subsp. palaestina  (Boiss.) Bornm., 1914 - Distribuzione: Cipro, Anatolia, Libano, Siria e Israele
- Ajuga chamaepitys subsp. rechingeri  (Bilik) P. H. Davis, 1980 - Distribuzione: Anatolia, Libano e Siria
- Ajuga chamaepitys subsp. suffrutescens  (Willk.) Pott.-Alap. ex Greuter & Brudet, 1985 - Distribuzione: Spagna, Marocco e Algeria
- Ajuga chamaepitys subsp. tridactylites  (Ging. ex Benth.) P. H. Davis, 1980 - Distribuzione: Israele e Sinai

### Sinonimi
Questa entità ha avuto nel tempo diverse nomenclature. L'elenco seguente indica alcuni tra i sinonimi più frequenti:
- Ajuga chamaepitys var. grandiflora Vis. (sinonimo della sottospecie chia)
- Ajuga chamaepitys var. glabriuscula Holuby
- Ajuga chia Schreb. (sinonimo della sottospecie chia)
- Ajuga pseudochia Schost. (sinonimo della sottospecie chia)
- Ajuga trifida  Dulac
- Ajuga trifidifolia  Stokes
- Bugula arvensis  Gray
- Bugula chamaepithys  (L.) Scop
- Bulga chamaepitys  (L.) Kuntze
- Chamaepitys arvensis  Schur
- Chamaepitys chia subsp. trifida  (Dumort.) Kmet'ova
- Chamaepitys trifida  Dumort.
- Chamaepitys trifida var. glabriuscula  (Holuby) Holub
- Chamaepitys vulgaris  Hill
- Chamaepitys vulgaris  Link
- Teucrium arvense  Salisb.
- Teucrium chamaepitys  L.

## Usi

### Farmacia
Secondo la medicina popolare questa pianta ha le seguenti proprietà medicamentose:
- antireumatica (attenua i dolori dovuti all'infiammazione delle articolazioni);
- diuretica (facilita il rilascio dell'urina);
- emmenagoga (regola il flusso mestruale);
- stimolante (rinvigorisce e attiva il sistema nervoso e vascolare).

## Altre notizie
L'iva artritica in altre lingue è chiamata nei seguenti modi:
- (DE)  Gelber Günsel, Acker-Günsel
- (FR)  Bugle petit pin, Bugle jaune
- (EN)  Ground-pine

Nella farmacopea ufficiale italiana questa pianta compare con il nome di Ivae arteticae herba. Una delle prime descrizioni medicinali di questa pianta è stata fatta per opera di Dioscoride (Anazarbe, 40 circa – 90 circa), medico, botanico e farmacista greco antico che esercitò a Roma ai tempi dell'imperatore Nerone. Anche Gaio Plinio Secondo (Como, 23 – Stabiae, 25 agosto 79]) che è stato uno scrittore, ammiraglio e naturalista romano, conosceva questa pianta con il nome di "Abiga".